# Bland tomtar och troll (radioprogram)
Bland tomtar och troll var SR:s julkalender 1986. I varje avsnitt läste Olof Buckard en saga. Sagorna var ofta av en lite mera ovanlig och originell karaktär, med ibland oväntade slut.

## Sagor
Sagorna handlade om tomtar och troll, kungar och rövare, prinsessor och riddare, vilket vanligtvis är vad sagor förknippas med. Även vanliga människor, som trädgårdsmästare och tandläkare, medverkade.

## Sagornas teman
- Gammeltrollet som skrev i sitt testamente
- Trollsonen med solögon
- Prinsessan som inte fick spegla sig
- När lilltomten firade midsommarafton
- Jätten Lufses bröllopsgåva
- När kungens fönster stod på glänt.

## Papperskalender

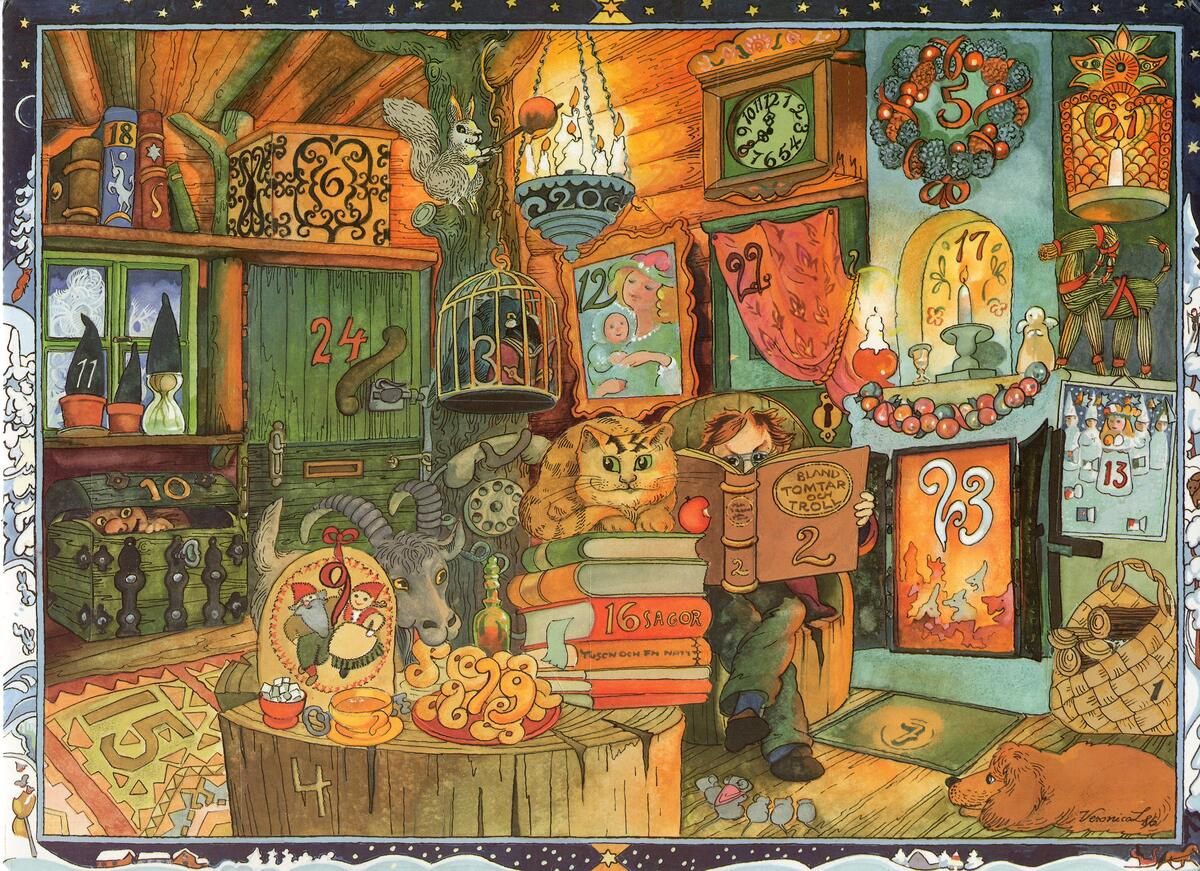
Papperskalendern

Veronica Leo illustrerade kalendern, som visar ett rum inuti en stuga.

## Utgivningar
Serien utgavs 1987 även som ljudbok på kassettband.

### Fotnoter
1. ↑  ”Svensk mediedatabas”. http://smdb.kb.se/catalog/search?q=%22Bland+tomtar+och+troll%22+typ%3Aradio&sort=OLDEST. Läst 5 april 2011.
2. ↑  ”1986, Bland tomtar och troll”. Sveriges Radio. http://sverigesradio.se/barn/julkalendrar/1986.stm. Läst 30 augusti 2015.
3. ↑  ”Radiogodis”. http://radiogodis.se/Img/1986a.jpg. Läst 2 april 2011.
4. ↑  ”Svensk mediedatabas”. http://smdb.kb.se/catalog/search?q=%22Bland+tomtar+och+troll%22+typ%3Afonogram&sort=OLDEST. Läst 6 april 2011.